# Lois contre le racisme et les discours de haine
Les lois contre le racisme et les discours de haine sont des lois qui prohibent et interdisent la discrimination et les discours de haine, allant de l'intimidation et le dénigrement jusqu'à la violence contre une personne, une certaine catégorie de la population ou leurs biens.
L'incitation à la haine raciale désigne les appels (écrits ou oraux) d'actes malveillant sur la caractéristique raciale supposée ou réelle, et le discours de haine (en anglais « hate speech »), désigne les appels sur les autres caractéristiques : religion, âge, sexe ou orientation sexuelle, etc.
Le but invoqué de ces législations est de protéger une atteinte aux valeurs qui fondent la démocratie mais aussi de prévenir la violence.

## Afrique

### Afrique du Sud
La loi 4 de  2000 pour la promotion de l’égalité et la prévention de discriminations injustes contient la clause suivante :

« Personne ne peut publier, diffuser, soutenir ou communiquer de termes qui (…) pourraient démontrer une intention claire de blesser ou inciter à blesser (moralement ou physiquement), promouvoir ou inciter à la haine. »

## Amériques

### Brésil
Au Brésil, selon la constitution de 1988, le racisme et autres formes de discours de haine liés à la race sont des crimes imprescriptibles

### Canada
Au Canada, inciter au génocide ou à la haine contre des « groupes identifiables » est un délit dans le code criminel avec emprisonnement de deux à quatorze ans. Un groupe identifiable est défini comme « tout membre du public qui se distingue par sa couleur, sa race, sa religion, son origine ethnique ou son orientation sexuelle ». L’exception de vérité, les sujets de débat public ainsi que les doctrines religieuses sont des exceptions.
La Saskatchewan avait la première législation, en 1947, interdisant l’agression sur la base de la race, de la religion, de la couleur de peau, du sexe, de la nationalité, de l’ascendance et du lieu d’origine. La législation de cet état reste plus restrictive que le modèle global canadien. Le Code des droits de la personne de la province dit par exemple que « Personne ne doit publier ou afficher… une représentation… qui… porte atteinte à la dignité d’une personne ou d’une catégorie de personnes ». En juin 1997, un tribunal avait condamné Hugh Owens sur la base de cette loi alors qu’il avait publié dans un journal une publicité qui utilisait des citations de la Bible en condamnant l’homosexualité. Owens a fait appel et la cour d’appel a rejeté la décision en 2006.
Adoptée en 1982 comme partie intégrante de la Constitution canadienne, la Charte canadienne des droits et libertés interdit, dans son article 15.1, les « discriminations fondées sur la race, l'origine nationale ou ethnique, la couleur, la religion, le sexe, l'âge ou les déficiences mentales ou physiques ». L'article 15.2 autorise quant à lui « les lois, programmes ou activités destinés à améliorer la situation d'individus ou de groupes défavorisés », soit des mesures de discrimination positive ou d'action affirmative du type de celles qui sont en vigueur aux États-Unis ou au Royaume-Uni.
La Charte des droits et libertés de la personne du Québec, adoptée en 1975, prohibe explicitement la discrimination pour des motifs liés à « la race, la couleur, la religion, la langue, l'origine ethnique ou nationale ». Deux institutions sont chargées de faire respecter cette charte québécoise: la Commission des droits de la personne et le Tribunal des droits de la personne, institué en 1989. Depuis 1982, toutes les autres lois du Québec doivent respecter cette charte qui prévoit par ailleurs, comme son équivalente canadienne, des mesures visant à réduire les discriminations existantes par des programmes d'accès à l'égalité.
La Loi sur les douanes et accises interdit l'importation de « matériel considéré comme obscène, de nature à fomenter la trahison, la sédition ou la propagande haineuse ».

## Asie

### Jordanie
En  2006, deux journaux jordaniens ont été jugés coupables « d’attaquer le sentiment religieux ». Ils avaient publié les caricatures de Mahomet du journal Jyllands-Posten

### Singapour
Singapour a passé plusieurs lois interdisant les discours qui font la promotion du conflit dans les groupes religieux. La loi "d'harmonie religieuse" en est un exemple.

## Europe

### Conseil de l’Europe
Alors que l’article 10 de la Convention européenne des droits de l'homme, qui traite de la liberté d'expression, évoquait la possibilité que cette liberté puisse être soumise à des formalités ou des sanctions, le conseil des ministres du Conseil de l’Europe est allé plus loin en recommandant aux membres de l’Union européenne de combattre les discours de haine. Une commission a également été créée contre le racisme et l’intolérance. Le protocole additionnel à la Convention sur la cybercriminalité aussi interdit racisme et incitation à xénophobie en l'Internet comme le cybercrime.

### Pays membres du Conseil de l'Europe

#### Allemagne
En Allemagne, le « Volksverhetzung » (trad.: incitation à la haine à l'encontre d’une minorité) peut être puni par la section 130 du code pénal allemand (en version originale : « Strafgesetzbuch ») de cinq ans de prison.
Le 1er janvier 2018, est mise en vigueur la loi NetzDG qui punit de lourdes amendes les réseaux sociaux hébergeant des propos haineux sur leurs plateformes. Elle a, selon le journal Neues Deutschland, des effets désastreux pour la liberté d'expression. La peur de devoir payer des amendes très importantes conduit les entreprises privées du Net à des pratiques « incontrôlées, opaques, disproportionnées ». La Fédération allemande des journalistes s'insurge contre le fait qu'une « entreprise privée siégeant aux États-Unis décide des limites de la liberté de la presse et de la liberté d’expression en Allemagne »,.

#### Danemark
Le Danemark interdit les discours de haine et les définissent comme des déclarations publiques qui menacent, ridiculisent ou méprisent un groupe à cause de sa race, de la couleur de sa peau, de son origine ethnique ou nationale, de sa foi ou de son orientation sexuelle.

#### Finlande
La Finlande interdit les discours de haine (kiihotus kansanryhmää vastaan/hets mot folkgrupp) qui sont également définis comme des déclarations publiques qui menacent ou insultent un groupe pour des raisons d’identité nationale, raciale, ethnique ou religieuse.

#### France
La France interdit la publication de propos diffamatoires ou insultants depuis 1881. Le 25 juillet 1919, à la suite de violences racistes perpétrées au printemps par des militaires américains, la Chambre des députés vote à l'unanimité un ordre du jour condamnant le préjugé de race et menaçant les contrevenants d'une loi pénale qui n'existe pas. Les lois sanctionnant les comportements racistes et les discours de haine sont en revanche bien plus tardives, puisqu'elles n'apparaissent qu'en 1939 puis 1972. La loi de 1972 fut ainsi la première d'une série de lois ayant successivement enrichi la loi de 1881 sur la liberté de la presse. En l'état actuel du droit positif, sont sanctionnés les comportements qui provoqueraient « à la discrimination, à la haine ou à la violence à l'égard d'une personne ou d'un groupe de personnes à raison de leur origine ou de leur appartenance ou de leur non-appartenance à une ethnie, une nation, une race ou une religion déterminée. »
La loi interdit l’incitation à la discrimination, la haine, la violence contre les personnes en raison de leur sexe, orientation sexuelle, leur identité de genre ou leur handicap. La loi interdit les déclarations qui justifient ou relativisent les crimes contre l’humanité (comme la négation de la Shoah).
En France, le droit pénal réprime les actes qui sont une manifestation de racisme.
La Loi du 29 juillet 1881 sur la liberté de la presse et le code pénal répriment différents agissements considérés comme racistes.
Le législateur a complété le dispositif législatif afin de réprimer plus efficacement toutes les formes de racisme. Dès 1881, la loi sur la liberté de la presse punit la diffamation raciste « d'un emprisonnement de un mois à un an et d'une amende de 1 000 F à 1 000 000 de francs » 
La loi  no 72-546 du 1er juillet 1972 sur la lutte contre le racisme (dite par erreur loi « Pleven ») a introduit d'autres notions, avec notamment le délit de « provocation à la discrimination, à la haine ou à la violence à l'égard d'une personne ou d'un groupe de personnes en raison de leur origine ou de leur appartenance à une ethnie, une nation, une race ou une religion déterminée ». Cette même loi de 1972 punit également la discrimination exercée par un agent public.
La loi Gayssot de 1990 réprime également la négation des crimes de guerre nazis. a peine prévue est aujourd'hui « d'un an d'emprisonnement et de 45 000 euros d'amende ou de l'une de ces deux peines seulement », la peine minimale d'un an ayant été introduite à l'occasion de la réforme du Code pénal en 1992. Plus que la loi Gayssot, c'est la loi de 1992 sur la réforme du Code pénal, en vigueur depuis 1994, qui a modifié un certain nombre d'articles, en alourdissant certaines des peines possibles.
La loi de 1972 et les lois suivantes visent les infractions commises par la presse et les autres moyens de communication : la provocation à la discrimination, à la haine ou à la violence, la diffamation et l'injure à raison de l'origine ou de l'appartenance raciale, ethnique, nationale ou religieuse, du sexe, de l'orientation sexuelle, de l'identité de genre et du handicap, et l'apologie et la contestation des crimes contre l'humanité. L'auteur de paroles, écrits ou images à caractère discriminatoire est punissable lorsque les attaques incriminées s'adressent par tout moyen de communication au public, y compris par internet, quand bien même le site serait basé à l'étranger, à condition que le propos litigieux soit diffusé en France.
Le procureur de la République peut prendre d'office l'initiative de poursuivre l'auteur de l'infraction raciste, sans intervention préalable de la personne ou du groupe de personnes qui en ont été victimes.
| Infractions | Texte                                             | Peine                                                           | Peine complémentaire |
| Provocation publique à la discrimination, à la haine ou à la violence raciale.                                                     | Art. 24 alinéa 6 loi 1881                         | Emprisonnement de 1 an au plus et/ou amende de 45 000 € au plus | |
| Provocation publique à la discrimination, à la haine ou à la violence nationale, raciale ou religieuse                             | Loi 1881 : art. 23 et 24 al. 8                    | Emprisonnement de 1 an au plus, amende de 45 000 €              | Privation de droits civiques pendant 5 ans au plus (CP : art.131-26 2° et 3°), affichage ou diffusion de la décision prononcée (CP : 131-35) |
| Provocation non publique à la discrimination, à la haine ou à la violence nationale, raciale ou religieuse                         | CP : art. R. 625-7                                | Amende de 1 500 €                                               | Saisie et confiscation, travaux d’intérêt général |
| Diffamation publique raciale, nationale ou religieuse                                                                              | Loi 1881 : art. 23, 29 al. 1, 32 al. 2, 4 et 5    | Emprisonnement de 1 an, amende de 45 000 €                      | Affichage ou diffusion de la décision prononcée (CP : art. 131-35) |
| Injure publique raciale nationale ou religieuse                                                                                    | Loi 1881 : art. 23, 29 alinéa 2, 33 al. 3, 5 et 6 | Emprisonnement de 6 mois, amende de 22 500 €                    | Affichage ou diffusion de la décision prononcée (CP : art. 131-35) |
| Apologie de crime contre l'humanité                                                                                                | Loi 1881 : art. 23, 24 al. 1 et 5                 | Emprisonnement de 5 ans, amende de 45 000 €                     | Privation de droits civiques pendant 5 ans au plus (CP : art. 131-26 2° et 3°), affichage ou diffusion de la décision prononcée (CP : art. 131-35) |
| Contestation de l'existence de crimes contre l'humanité définis par le statut du tribunal international de Nuremberg de 1945       | Loi 1881 : art. 23 et 24 bis                      | Emprisonnement de 1 an, amende de 45 000 €                      | Affichage ou diffusion de la décision prononcée (CP : art. 131-35) |
| Port ou exhibition d'uniformes, insignes ou emblèmes rappelant ceux des responsables de crimes contre l'humanité                   | CP : art. R. 645-1                                | Amende de 1 500 €                                               | Saisie et confiscation, Travail d’intérêt général |
| Crimes contre l'humanité commis après l'entrée en vigueur du nouveau Code pénal et association en vue de commettre les dits crimes | CP : art. 212-1 à 213-3                           | Réclusion criminelle à perpétuité                               | Interdiction des droits civiques, civils et de famille, interdiction d'exercer une fonction publique, confiscation des biens, interdiction du territoire français pour les ressortissants étrangers, interdiction de séjour, etc. (CP : art. 213-1 à 213-3)                                                                 |
| Refus de fournir un bien ou un service fondé sur une discrimination nationale, ethnique, raciale ou religieuse                     | CP : art. 225-1 et 225-2                          | Emprisonnement de 3 ans, amende de 45 000 €                     | Privation temporaire du droit de vote, d'éligibilité, affichage et diffusion du jugement, fermeture temporaire ou définitive d'établissement, exclusion temporaire des marchés publics, privation temporaire d'exercer une fonction juridictionnelle, obligation d’accomplir un stage de citoyenneté… (CP : art. 225-19)    |
| Licenciement, sanction ou refus d'embauche discriminatoire                                                                         | CP : art. 225-1 et 225-2                          | Emprisonnement de 3 ans, amende de 45 000 €                     | Privation temporaire du droit de vote, d'éligibilité, affichage et diffusion du jugement, fermeture temporaire ou définitive d'établissement, exclusion temporaire des marchés publics, privation temporaire d'exercer une fonction juridictionnelle, obligation d’accomplir un stage de citoyenneté… (CP : art. 225-19)    |
| Entrave discriminatoire à l'exercice normal d'une activité économique                                                              | CP : art. 225-1 et 225-2                          | Emprisonnement de 3 ans, amende de 45 000 €                     | Privation temporaire du droit de vote, d'éligibilité, affichage et diffusion du jugement, fermeture temporaire ou définitive d'établissement, exclusion temporaire des marchés publics, privation temporaire d'exercer une fonction juridictionnelle, obligation d’accomplir un stage de citoyenneté… (CP : art. 225-19)    |
| Subordination de la fourniture d'un bien ou d'un service ou d'une offre d'emploi à une condition discriminatoire                   | CP : art. 225-1, 225-2, 225-4 et 225-5            | Emprisonnement de 3 ans, amende de 45 000 €                     | Privation temporaire du droit de vote, d'éligibilité, affichage et diffusion du jugement, fermeture temporaire ou définitive d'établissement, exclusion temporaire des marchés publics, privation temporaire d'exercer une fonction juridictionnelle, obligation d’accomplir un stage de citoyenneté… (CP : art. 225-19)    |
| Discrimination commise par un représentant de l'autorité publique                                                                  | CP : art. 432-7                                   | Emprisonnement de 5 ans, amende de 75 000 €                     | Privation des droits civils, civiques, et de famille, interdiction d’exercer une fonction publique ou l’activité professionnelle à l’occasion de l’exercice de laquelle l’infraction a été commise, confiscation des sommes ou objet illégalement reçus, affichage ou diffusion de la décision du maitre (CP : art. 432-17) |
| Provocation à des actes de terrorisme ou apologie publique de ces actes                                                            | Code pénal : art. 421-2-5                         | Emprisonnement de 5 à 7 ans, amende de 75 000 € à 100 000 €     | |
| Violation de sépulture à caractère raciste ou antireligieux                                                                        | CP : art. 225-18                                  | Emprisonnement de 3 à 5 ans, amende de 45 000 à 75 000 €        | |

(*) CP : Code pénal

##### Procès en France

###### Homophobie
En 2004 et 2005, à l'Assemblée nationale lors des débats concernant la loi sur les propos injurieux ou diffamants à propos de l'orientation sexuelle, le député UMP du Nord Christian Vanneste déclare qu'« il existe un modèle social qui est celui du mariage hétérosexuel et de l'éducation des enfants » et que, face à ce modèle social, l'homosexualité est « une menace pour la survie de l'humanité ». Poursuivi en justice par trois associations : Act Up, le Syndicat national des entreprises gaies et SOS Homophobie, le député Christian Vanneste est dans un premier temps condamné pour propos homophobes par le tribunal correctionnel de Lille et la Cour d'appel de Roubaix, qui estime qu'il avait « manifesté de manière outrageante son intolérance » mais il est relaxé par la Cour de cassation en novembre 2008. La Cour de cassation constate que ces propos, même s'ils ont « pu heurter la sensibilité de certaines personnes homosexuelles », ne constituent pas une injure, dans la mesure où ces propos « sont mesurées, exempts de toute invective et de volonté de blesser, ayant pour seul objet de nourrir un débat quant à la nécessité d'adopter le texte qui sert de base à l'incrimination. La Cour procède à une cassation sans renvoi, estimant que ces propos ne dépassaient pas les limites admissibles de la liberté d'expression » ,.
En février 2014, dans un entretien à la revue trimestrielle Charles, Christine Boutin déclare que « l'homosexualité est une abomination »,. Ces propos sont vivement condamnés par l'UMP, dont elle a été membre. Le 11 avril 2014, l'Inter-LGBT dépose plainte pour « diffamation » et « incitation à la haine », en affirmant que Christine Boutin « tient ce genre de propos depuis quinze ans ». Quelques heures plus tard, elle déclare que ses propos étaient « maladroits », et indique qu'elle voit dans ce dépôt de plainte la poursuite du combat du mouvement LGBT « contre toutes les valeurs de promotion de la famille et de la défense du plus fragile, en l'occurrence l'enfant », qu'elle dit porter « indéfectiblement en politique depuis toujours ». À l'audience en correctionnelle au tribunal de grande instance de Paris, en octobre 2015, le procureur requiert une peine d'amende de 3 000 euros. Deux mois plus tard, le 18 décembre, Christine Boutin est condamnée à 5 000 euros d'amende pour incitation à la haine, au-delà des réquisitions du procureur, elle doit en outre payer 2 000 euros de dommages aux deux associations qui s'étaient constituées parties civiles (Mousse et Le Refuge). Cette condamnation est confirmée en appel le 2 novembre 2016 mais annulée en cassation sans renvoi, la Cour faisant prévaloir la liberté d'expression.
En 2019, Jean-Marie Le Pen est condamné en appel pour injures homophobes.

###### Racisme
En décembre 2015, Éric Zemmour a été condamné pour provocation à la haine envers les « Noirs et les Arabes » pour avoir déclaré en mars 2010 que « la plupart des trafiquants sont noirs et arabes, c’est comme ça, c’est un fait » et à un autre moment que les employeurs « ont le droit » de refuser des Arabes ou des Noirs.
Une ancienne candidate FN aux municipales de Rethel (Ardennes) a été condamnée le 15 juillet 2014, à neuf mois de prison ferme, cinq ans d'inéligibilité et 50 000 € d'amende pour avoir comparé Christiane Taubira à un singe. En juin 2015, la Cour d'appel de Cayenne a annulé cette condamnation en jugeant irrecevable la plainte, déposée par l'association Walwari.
Le 17 septembre 2015, la cour d’appel de Paris a confirmé, la condamnation à 10 000 euros d’amende du directeur du journal Minute, pour avoir comparé la garde des sceaux, Christiane Taubira, à un singe.
Contrairement à une idée reçue, la justice française, saisie par de associations antiracistes, a prononcé à plusieurs reprises des condamnations pénales, non pour « racisme antiblanc », mais pour racisme tout simplement dans des affaires où des victimes étaient blanches.

###### Islamophobie
En 2002, l’écrivain Michel Houellebecq fut jugé non coupable d’incitation au racisme après avoir déclaré, lors d’une interview, que l’islam était la « religion la plus con ». Le MRAP et la Ligue française des droits de l'homme qui lui intentent un procès sont déboutés, le tribunal constatant que les propos de Michel Houellebecq relevaient du droit à la critique des doctrines religieuses et considérant que la critique d'une religion ne pouvait s'apparenter à des propos racistes, quant à eux interdits par la loi française.
En 2008, Brigitte Bardot est condamnée pour la cinquième fois pour « incitation à la haine raciale ».
Le MRAP avait porté plainte parce qu’elle avait dit, dans une lettre au gouvernement au sujet de l’Aïd el-Kebir musulman : « Il y en a marre d’être mené par le bout du nez par toute cette population (…) qui détruit notre pays… ».
En 2008, dans l'affaire des caricatures de Mahomet par le journal Charlie Hebdo, la justice n'a pas retenu de caractère délictuel à cette publication que certains ont estimé « islamophobe ».
En octobre 2015, le procureur de la République avait fait appel de la relaxe du tribunal correctionnel envers Marcel Doisne, poursuivi pour « provocation à s’armer contre l’autorité de l’État ou la population », à la suite de sa vidéo postée au lendemain des attentats de janvier 2015, vidéo dans laquelle il apparait en uniforme de militaire et il appelait « les patriotes à se préparer au combat » car « les musulmans ont reçu des ordres de tuer les Français ».
En avril 2015, Sébastien Jallamion, brigadier-chef du commissariat de Lyon, est condamné à 5 000 euros d'amende pour « provocation à la haine raciale et religieuse » en raison d'illustrations et de textes publiés sur Facebook, dont le visage barré du chef de Daech Al-Baghdadi, la photo d'un homme portant une djellaba avec en légende « toutes personnes qui s'affublent comme au temps du prophète sont des cibles à abattre », ou encore une photo de Marianne partiellement voilée. La condamnation est confirmée en appel en mars 2016.
En décembre 2015, Éric Zemmour a été condamné pour provocation à la haine envers les musulmans pour avoir déclaré dans le journal italien Corriere della sera en octobre 2014, que les musulmans « ont leur code civil, c’est le Coran ». Il a finalement été relaxé en appel en novembre 2018 après cassation du premier jugement en appel.

###### Antisémitisme
Au XIXe siècle, lors du procès de Dreyfus, l'antisémitisme a été particulièrement fort.
Le 10 février 1951, Aspects de la France, hebdomadaire de l'Action française de tendance royaliste est condamné en première instance à 35 000 francs français de l'époque pour la diffusion d'articles antisémites. L'amende sera portée à 50 000 francs en appel.
Le 18 janvier 1955, Aspects de la France est à nouveau condamné pour avoir attaqué Pierre Mendès France sur sa judéité ; la 17e chambre du tribunal correctionnel de la Seine condamnera Pierre Boutang, alors gérant du journal, à 100 000 francs français d'amende. L'amende sera portée à 500 000 francs en appel le 3 mai 1955, notamment pour « la persistance des prévenus dans leur diffamation ».
En octobre 1962, Pierre Poujade et le journal Fraternité Française sont condamnés pour avoir attaquer un candidat du 9e arrondissement de Paris. Ils font appel, et en mars 1963, la Cour d'appel annule le jugement de première instance sous prétexte que l'article incriminé ne s'attaquait pas à tous les juifs, mais à une personne.
Affaire des propos de Bruno Gollnisch d'octobre 2004 : en 2007, le tribunal correctionnel de Lyon a condamné Bruno Gollnisch à trois mois de prison avec sursis et à une amende de 55 000 € pour avoir, selon le tribunal, employé des procédés de dissimulation consistant à contester l’existence de crimes contre l’humanité dans une remarque sur la Shoah. Cette décision est confirmée en appel le 28 février 2008, mais le 23 juin 2009 la Cour de cassation annule la condamnation et blanchit Bruno Gollnisch, arguant du fait qu'il n'avait pas contesté l'existence des crimes contre l'humanité, mais suggéré que les « spécialistes » (c'est-à-dire les historiens) aient légalement le droit de débattre au sujet de ces crimes, sans que la loi n'interdise par avance, dans leurs débats, l'exploration de certaines thèses ou possibilités.
Jusqu'en avril 2011, Jean-Marie Le Pen a été condamné dix-huit fois pour ses propos dont cinq pour le « détail » des  chambres à gaz.
En juin 2014, Jean-Marie Le Pen fait un calembour au sujet du chanteur Patrick Bruel et d'autres artistes en utilisant le terme de « fournée » dans une édition de son journal de bord audiovisuel. Le 25 octobre 2016, le Parlement européen lève son immunité parlementaire pour permettre à la justice française de le poursuivre pour incitation à la haine raciale pour des propos concernant Patrick Bruel.
Dieudonné a été de nombreuses fois condamné pour antisémitisme (cf. Dieudonné#Condamnations).

###### Christianophobie
En 1993, Marek Halter et le Figaro, ont été condamnés pour diffamation publique et raciale après avoir publié une tribune sur le quotidien, mettant en cause la responsabilité du catholicisme sur le carmel d'Auschwitz.
En 1999, Jean Nouailhac, directeur de la publication de Hard Rock Magazine a été condamné pour délit de provocation à la haine à l'égard de la communauté chrétienne et appel à la haine antifrançaise, à la suite de la publication, sur le résumé du numéro de février 1997, du titre Communion (du groupe Eros Necropsique) et de la chanson Le Pouvoir (du groupe Oneyed Jack).
En 2011, l'Agrif (Alliance générale contre le racisme et pour le respect de l'identité française et chrétienne) a été déboutée et condamnée à des dommages et intérêts dans le cadre de l'action qu'elle menait à la suite de l'exposition, par la Collection Lambert, du Piss Christ d'Andres Serrano.
Le 12 février 2013, à la suite de la renonciation du pape Benoît XVI, huit femmes de Femen France investissent, seins nus et couvertes de slogans hostiles au pape, la cathédrale Notre-Dame de Paris afin de faire sonner les cloches (alors exposées à l'occasion de leur restauration), avant d'être évacuées par le service d'ordre, sept d'entre elles étant également interpellées par la police. Cette action est condamnée unanimement par la classe politique. Eva Joly dénonce une action déplacée et « un manque de respect pour les croyants » ; le ministre de l'Intérieur Manuel Valls témoigne « de son soutien aux catholiques de France qui ont pu être offensés par ce geste grossier » et parle de « consternation » face à « une provocation inutile », argument repris par la ministre des Droits des femmes et porte-parole du gouvernement Najat Vallaud-Belkacem ; des critiques sont aussi exprimées par le maire Bertrand Delanoë, et les sénateurs de Paris Pierre Charon et Yves Pozzo di Borgo. Patrick Jacquin, recteur-archiprêtre de Notre-Dame, annonce avoir porté plainte pour « profanation d'un espace cultuel » et pour « coups et blessures ». L'AGRIF déclare porter plainte et demande la dissolution des Femen. Malgré les condamnations venant de plusieurs personnalités politiques, de nombreux plaignants et pétitionnaires s'étonnent que les activistes de Femen aient été « peu inquiétées après leur interpellation » par la police française ». En mars, Inna et Sacha Chevtchenko affirment avoir « emporté un petit bout » de l'or en feuille appliqué sur l'une des cloches pour payer la réparation de « dents cassées », alors que, dans de précédentes déclarations, Inna Chevtchenko avait nié avoir abîmé la cloche,. Sur cette affaire, le 13 septembre 2013, le tribunal de Paris demande le renvoi pour complément d'information à une date ultérieure, en attente des conclusions de l'enquête. Elles sont défendues par Patrick Klugman, ancien avocat conseil de SOS Racisme et de Caroline Fourest, laquelle n'a pas cautionné l'action entreprise à la cathédrale, « à cause de son amitié pour le maire de Paris, Bertrand Delanoë, et Manuel Valls », selon une ancienne Femen
. Le 10 septembre 2014, à l'issue du premier procès français contre Femen, le tribunal correctionnel de Paris a relaxé les neuf militantes Femen accusées dans cette affaire, mais le parquet de Paris a fait appel, alors que trois surveillants de la Notre-Dame ont été condamnés à des amendes avec sursis pour la violence avec laquelle ils ont expulsé trois des militantes lors de leur action. Le haut fonctionnaire Roland Hureaux déclare que le jugement de relaxe est choquant, d'autant plus que les vigiles ont eux été condamnés, et parle de « monde à l'envers ».

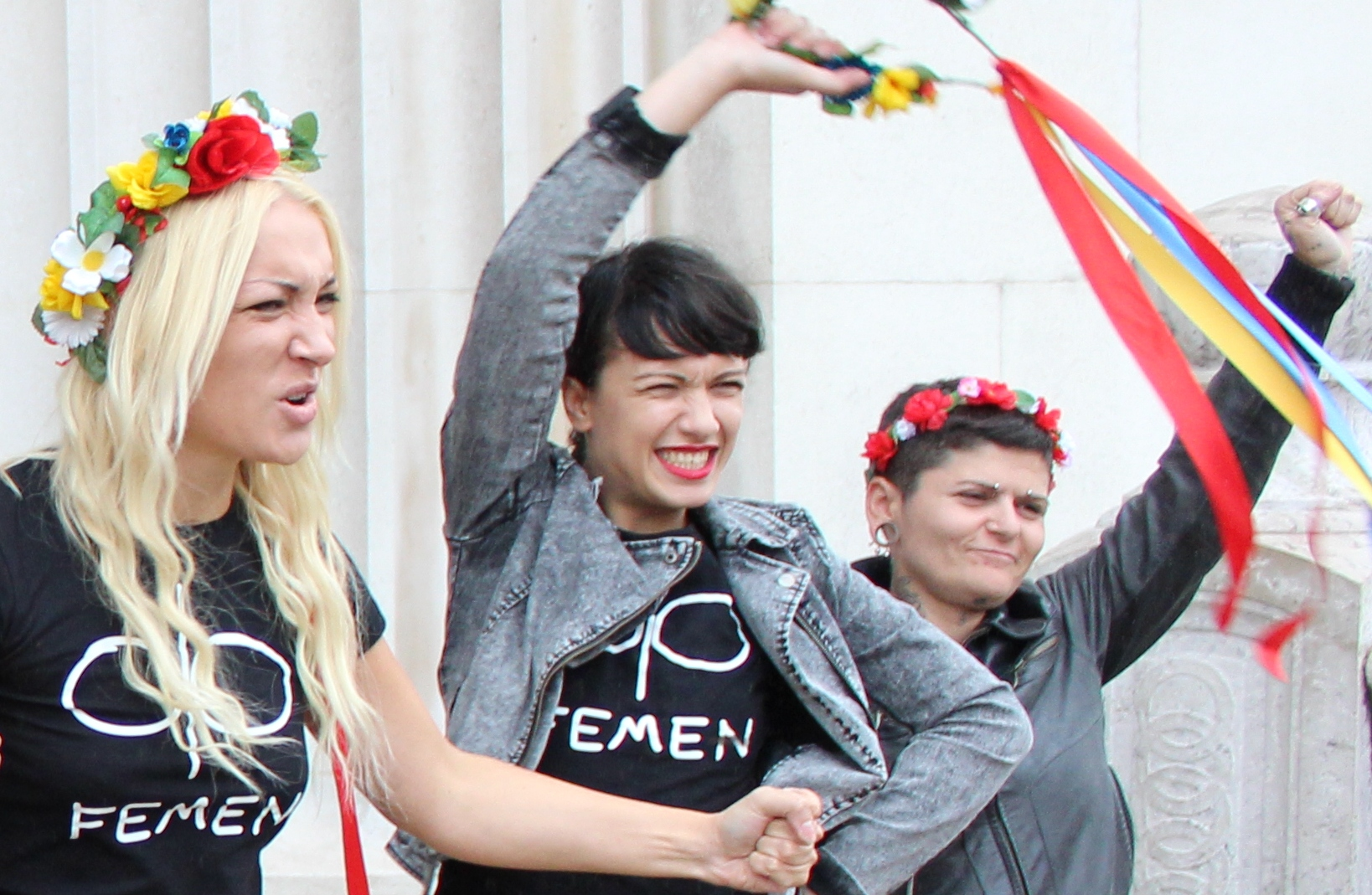
Femen à la sortie du tribunal de Paris, le 13 septembre 2013. À gauche, Inna Shevchenko.

Le 20 décembre 2013, Éloïse Bouton, chef de file des Femen en France, mime « l'avortement de l'embryon de Jésus » dans l'église de la Madeleine à Paris, en déposant devant l'autel un morceau de foie de veau censé représenter un fœtus. Les mots « 344e salope » sont inscrits sur son ventre, en référence au manifeste des 343 salopes, et le slogan « Christmas is cancelled » (« Noël est annulé ») sur son dos. Cela, pendant une répétition de l’Ensemble vocal de la Madeleine. Le groupe Femen avait justifié ainsi son action : il s'agissait pour elles de dénoncer les « campagnes anti-avortement menées par le lobby catholique à travers le monde ». Une enquête de police est ouverte, tandis que le maire de Paris Bertrand Delanoë condamne « un acte qui caricature le beau combat pour l'égalité femmes-hommes, sème la discorde dans la société parisienne et choque inutilement de nombreux croyants. ».

#### Irlande
En Irlande, le droit à la liberté de parole est garanti par la Constitution (article 40.6.1.i). Mais la loi contre l’incitation à la haine interdit les paroles ou les comportements qui sont « menaçants, abusifs ou insultants et ont pour intention ou sont susceptibles de provoquer la haine contre un groupe de personnes dans l’État ou ailleurs en raison de leur race, couleur de peau, nationalité, religion, origines ethniques ou nationales, leur appartenance aux gens du voyage ou leur orientation sexuelle »

#### Islande
En Islande, la loi contre les discours de haine n’est pas limitée à la haine. L’article 233a du code pénal islandais dit :

« Quiconque, par l’insulte, la menace, la diffamation, le ridicule, ou tout autre manière qui, en public, agresse une personne ou un groupe de personnes en raison de leur nationalité, couleur de peau, race, religion ou orientation sexuelle, sera puni d’emprisonnement jusqu’à deux ans et d’une amende. »

#### Norvège
La Norvège interdit les discours de haine et les définis comme des « déclarations publiques qui menacent ou ridiculisent quelqu'un ou incitent à la haine, la persécution ou le mépris à raison de la couleur de peau, de l'origine ethnique, de l'homosexualité, des styles de vie ou de l'orientation religieuse ou philosophie ».

#### Royaume-Uni
Au Royaume-Uni, la législation raciste a commencé en 1968 avec la loi sur les relations raciales (Race Relations Act). En 1986, la loi sur l'ordre public (Public Order Act), dans sa partie 3, interdit les expressions de haine raciale. La section 18 dispose qu'une personne qui use de termes ou de comportements menaçants, abusifs ou insultants, ou les diffuse par écrit, est coupable d’un délit si elle a l’intention d’inciter à la haine raciale ou si la haine raciale peut être provoquée en conséquence. La peine est de sept ans de prison, d'une amende, ou des deux. Le Racial and Religious Hatred Act de 2006 a apporté un amendement à celui de 1986 en ajoutant une partie 3A qui ajoute la « haine religieuse » mais la section 29J protège cependant la liberté d’expression en précisant que cette partie 3A ne devrait pas « être lue de manière à interdire ou restreindre la discussion, la critique » de tous les systèmes de croyance. En 2008, cette partie 3A reçut un nouvel amendement, ajoutant l’incitation à la haine sur la base de « l’orientation sexuelle ».

#### Serbie
En Serbie, la constitution garantit la liberté de parole mais elle déclare qu'elle peut être réduite par la loi afin de protéger les droits et la respectabilité d'autrui. À cause de conflits ethniques durant le XXe siècle, les autorités de Serbie sont très strictes sur les questions ethniques, raciales et religieuses quand il est question de discours de haine. La sanction peut aller jusqu'à 10 ans de prison.

#### Suède
La Suède interdit les discours de haine (hets mot folkgrupp) et les définis comme des déclarations publiques qui menacent ou expriment un manque de respect pour un groupe ethnique ou un groupe similaire à cause de leur race, couleur de peau, origine ethnique ou nationale, leur foi ou leur orientation sexuelle.

#### Suisse
En  Suisse, la discrimination ou l’évocation d’une « rancœur » contre des personnes ou des groupes de personnes en raison de leur race, ethnie ou orientation sexuelle sont punies par un emprisonnement d’un maximum de trois ans ou une amende[réf. nécessaire].

## Océanie

### Australie
En Australie, la loi contre la discrimination raciale 1975 interdit les discours de haine : « Il est illégal pour une personne d’avoir une action, autrement qu’en privé, qui serait susceptible dans certaines circonstances d’insulter, d’humilier, de blesser ou d’intimider une autre personne ou un groupe de personnes, quand cette action est faite sur la base de la race, de la couleur de peau ou l’origine ethnique d’une autre personne ou d’un groupe de personnes ».
La section 85ZE de la loi 1914 interdit l’utilisation d’Internet pour distribuer des informations qui pourraient être vécues comme des menaces ou du harcèlement par une personne. Cette loi s’applique aux emails.
La loi connaît quelques variations selon les États.

### Nouvelle-Zélande
La Nouvelle-Zélande interdit les discours de haine sur la base du Human Rights Act 1993. La Section 61 (Disharmonie raciale) rend illégale la publication ou la distribution de « matériau ou de mots menaçants, insultants ou abusifs qui excitent l'hostilité ou le mépris contre des groupes de personnes... en raison de leur couleur de peau, de leur race, de leurs origines ethniques ou nationales ».